# Peter Monteverdi
 (décembre 2021).
Si vous disposez d'ouvrages ou d'articles de référence ou si vous connaissez des sites web de qualité traitant du thème abordé ici, merci de compléter l'article en donnant les références utiles à sa vérifiabilité et en les liant à la section « Notes et références ».
Peter Monteverdi, né le 7 juin 1934 à Bâle et mort à Binningen le 4 juillet 1998, est un artisan suisse constructeur d'automobiles.

## Biographie
Le père de Peter Monteverdi possédait un petit atelier de réparation automobile. Dès son plus jeune âge, Peter s'intéressa aux voitures et montra un intérêt particulier pour la conduite. À la fin de sa scolarité, il effectua même un stage chez le constructeur de tracteurs suisse Vevey. Il s'orienta ensuite vers la mécanique et passa quatre ans comme apprenti mécanicien chez le constructeur suisse de camions Saurer à Arbon.
À l'âge de 17 ans, Peter Monteverdi réalise sa première automobile. En fait, il récupère une Fiat 500 Topolino légèrement accidentée et transforme sa carrosserie en voiture de course. C'est la MBM Spécial. Dans un premier temps, en effet, il utilisera le nom de la société de son père, MBM Automobiles, pour commercialiser ses produits.
En 1956, après le décès de son père, il reprend l'affaire familiale. Ses voitures de course ayant connu un assez bon succès en Suisse, l'atelier de réparations prend un rapide essor.  En 1957 il devient même le concessionnaire de la célèbre marque de voitures de sport Ferrari. Cette collaboration durera 11 ans. S'y ajouta peu après Lancia. Plus tard il représentera les marques Jensen, Rolls-Royce et Bentley. La dernière marque sera, en 1965, BMW qu'il gardera à peine 10 ans.
Il commença en 1956 à fabriquer des voitures de course d'abord des Formule Junior puis des voitures destinées aux courses de côte. Il exposa ses modèles au Salon des modèles de course de Londres en 1960.
En 1961, il doit suspendre la fabrication de voitures dans son minuscule atelier en attendant que les travaux de construction d'un atelier plus grand soient terminés. 
En 1965, à la suite d'un conflit, le constructeur italien lui retire la représentation de ses voitures en Suisse. Peter Monteverdi décide alors de se lancer dans la construction de voitures sportives de luxe pour concurrencer Ferrari. Il s'affaire alors à imaginer une voiture GT, comme les Ferraris qu'il vendait à ses riches clients suisses.
Il présente au Salon de Francfort de 1967 un très beau coupé : la Monteverdi High Speed  due au dessin du carrossier italien Pietro Frua. D'abord commercialisée sous la marque MBM puis, vraisemblablement sur les conseils du rédacteur en chef de la revue suisse Automobil Revue, (un des rares conseils qu'il ait jamais suivis...) il opte pour le nom "Monteverdi" comme marque officielle de son activité.
Entre 1967, année de création de sa société et 1984, année de sa faillite, Monteverdi lancera 8 modèles. Certains auront plusieurs variantes et améliorations selon les remarques des clients. Il présentera aussi quelques études et prototypes qui resteront sans suite.
Par la suite il essaiera de relancer sa marque avec la Monteverdi Hai 650 F1 mais cette dernière ne dépassera pas le stade de prototype et il finira par décéder d'un cancer le 4 juillet 1998.

## Résultats en championnat du monde de Formule 1
| Saison | Écurie | Châssis | Moteur     | Pneus  | GP disputés | Points inscrits | Classement |
| ------ | ------ | ------- | ---------- | ------ | ----------- | --------------- | ---------- |
| 1961   | Privé  | MBM FJ  | Porsche F4 | Dunlop | 0 (forfait) | 0               | Nc.        |